# Teopanzolco

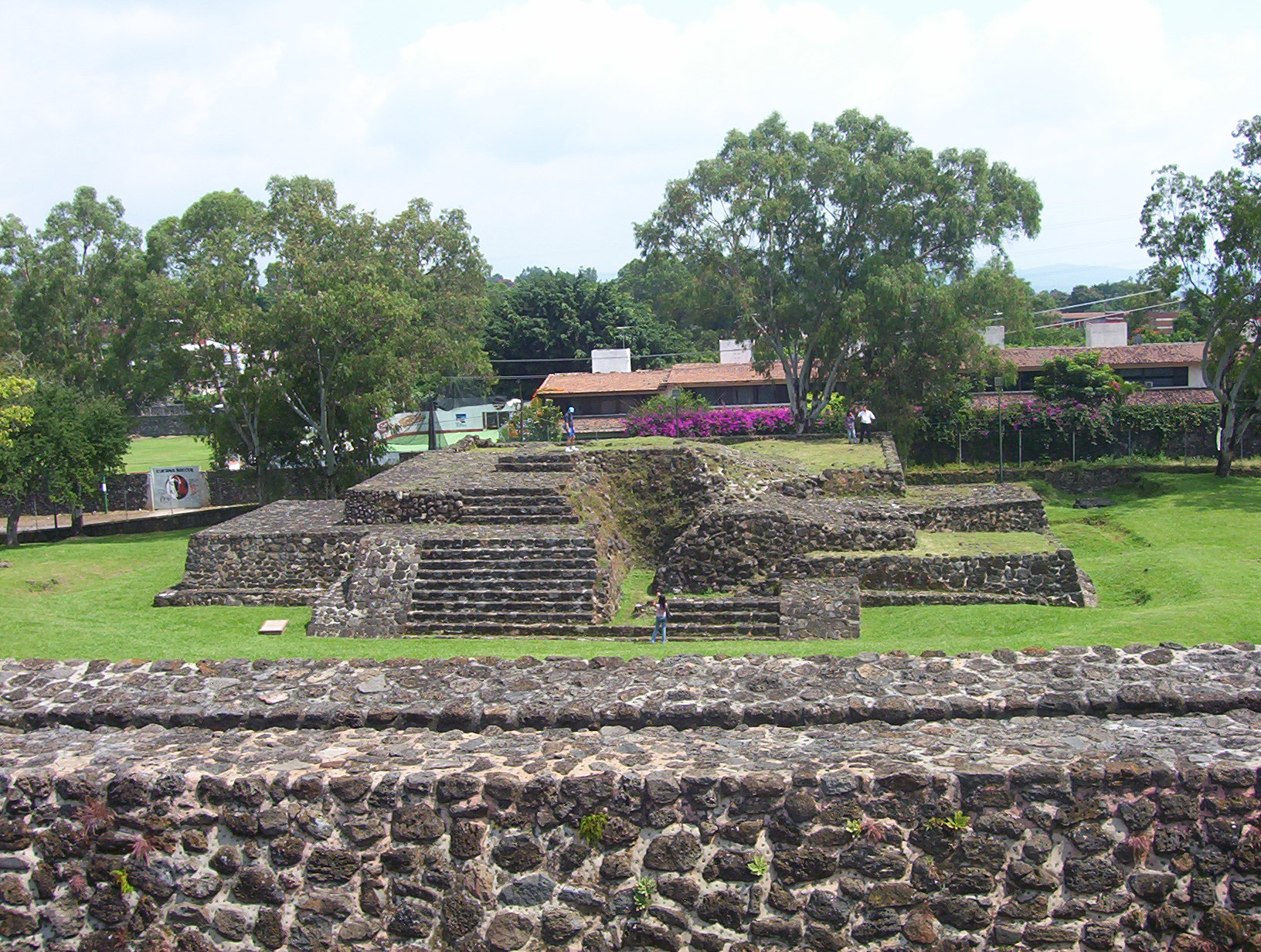
Edifici 13, temple de Tezcatlipoca

Teopanzolco és un jaciment arqueològic que se situa a la ciutat de Cuernavaca, estat de Morelos, Mèxic. Teopanzolco és una paraula de l'idioma nàhuatl que s'interpreta com El lloc del temple vell.

## Història
Se sap que el centre monumental se situa en un pujol format per un vessant de lava, producte de l'activitat volcànica que tancar l'extrem sud de la conca de Mèxic.
A la vall de Morelos hi havia grups sedentaris almenys des del 2000 ae; la seua evolució fou semblant a la dels de la resta de l'Altiplà central. A la primeria del període clàssic, s'hi donà un desenvolupament regional, al qual se sumà la presència de la cultura teotihuacana, que fou molt important a l'àrea.
El postclàssic primerenc es caracteritzà per la presència de manifestacions culturals pròpies en la majoria de les regions de Mesoamèrica. Per al postclàssic tardà, els grups dominants a l'Altiplà eren d'origen nàhuatl; el dels tlahuiques fundaren el senyoriu de Cuauhnáhuac, que tingué les seues pròpies manifestacions, encara que relacionades amb els matlatzinques de la vall de Toluca, que foren conquistats pels mexiques.
Moctezuma Ilhuicamina sotmeté aquesta vasta regió productora sobretot de cotó, element que els habitants de l'àrea van tributar fins al moment de la conquesta de Mèxic-Tenochtitlán pels espanyols, com ho demostra la Matrícula de Tributs.
Durant els primers anys de la colonització espanyola el senyoriu de Cuauhnáhuac passà a formar part del marquesat de la vall d'Oaxaca, que abastava des de Morelos fins a Oaxaca. Les terres d'aquest marquesat se les apropià l'espanyol Hernán Cortés, que hi introduí el cultiu de la canyamel i la seua industrialització mitjançant el primer molí, situat a Tlaltenango, al nord del que hui és la ciutat de Cuernavaca.

## Construcció
Durant el període conegut com a postclàssic tardà (1150-1521 de) damunt un monticle (mogote) s'alçà una enorme piràmide orientada cap a l'oest, i a dalt col·locaren els temples amb teulades de brancatges, en honor de Huitzilopochtli (déu de la guerra) i Tlàloc (déu de la pluja). Aquesta estructura piramidal estava envoltada de plataformes, una de les quals, que té la forma rectangular davant i circular darrere, i està orientada a l'est, correspondria al lloc d'adoració d'Ehécatl-Quetzalcóatl, en la seua advocació Tlahizcalpantecuhtli, Venus, l'estel del matí. També, a la part posterior de la piràmide de les deïtats de la guerra i la pluja, n'hi ha una altra més menuda, dedicada (suposadament) a Tezcatlipoca ('espill fumejant') déu omnipotent dels misteris i de la nit.

Les altres piràmides que n'encerclen la gran també eren altars per a altres deïtats menors i algunes d'elles tenien fosses per a dipositar-hi les restes mortuòries dels sacrificats als déus d'aquest centre cerimonial. Segons es diu en Relacions originals de Chalco Amequemecan, pàgina 113, de Francisco de San Antón Muñón sobre CHIMALPAHIN Cuauhtlehuanitzin:
| « | “1490, any del conill... I en aquest any el Senyor Nezahualpilli, de Tetzcuco, posà la seua mà sobre els totollapanequeas de Huexotzingo. Molts huexotzinques i zozolteques es lliuraren com a presoners de l'Ahuitzotl i els dugueren a Cuauhnáhuac a la Casa del Dimoni…” | » |

La "Casa del Dimoni", també anomenat Teopanzolco, per realitzar-hi un sacrifici multitudinari de huexotzings.
És un lloc de monuments construïts en un pujol originat pel vessament de lava, producte de l'activitat volcànica que tancà l'extrem sud de la conca de Mèxic.
Teopanzolco formava part de l'antiga Cuauhnáhuac, i aquests són els únics vestigis que queden d'aquella ciutat.
La roca basàltica del lloc fou el material utilitzat per a construir els edificis. Les pedres dels cantons i part de les construccions estan llaurades. Dels seus acabats exteriors, és a dir, els aplanats d'estuc i la pintura no es conserva res; se suposa que estaven pintats, com s'observa en altres zones arqueològiques.
Els vestigis recuperats a Teopanzolco revelen la coexistència de dos grups humans: els habitants del lloc i els mexiques, conqueridors del senyoriu. Per açò, la ceràmica més abundant i fins i tot l'estil arquitectònic s'associa amb els mexiques.

## Arqueologia
L'any 1921 Manuel Gamio i José Reigadas Vertiz començaren a netejar-ne els edificis de la zona.
En els anys 1956-57 els arqueòlegs Román Piña Chan i Eduardo Noguera excavaren el basament d'Ehecatl, a més d'alguns pous estratigràfics, per determinar la seqüència cronològica ceràmica de Teopanzolco.
L'any 1963 Roberto Gallecs i Juan Dubernard continuaren els treballs d'exploració del lloc.
Al 1968-69 Jorge Angulo Villaseñor explorà el basament de Tezcatlipoca, i hi continuà Wanda Tomassi l'any 1980.
L'any 1985 Bàrbara Konieczna es feu càrrec de la zona arqueològica per part del Centre INAH-Morelos i de llavors ençà cada any es realitzen treballs de manteniment de la zona arqueològica, així com estudis menors.
L'any 1997 començà l'estudi global de Teopanzolco, realitzant les excavacions en la part sud. Els treballs aportaren dades de gran interès sobre l'ocupació del lloc en l'època ameríndia.

## Edificis

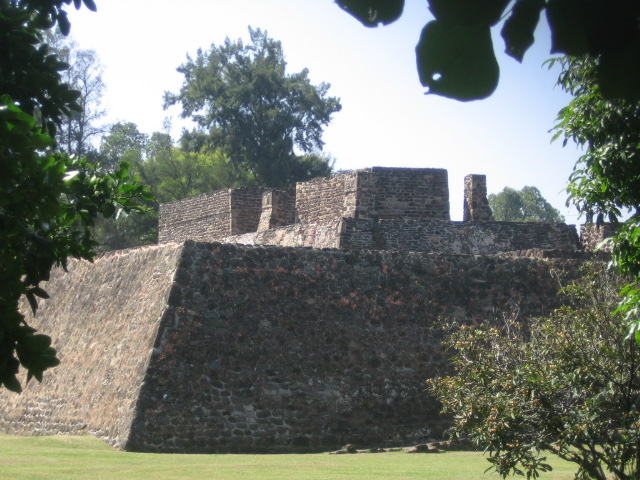
Edifici principal, que suporta dos temples: el de Tlaloc i el de Huitzilopochtli

14 edificis s'alcen a Teopanzolco. L'Edifici 1, per les seues dimensions, se'n considera el principal: un gran basament piramidal de planta rectangular, en què apareixen dues etapes de construcció superposades. En l'arquitectura del Mèxic antic era comuna la superposició d'edificacions. Entre els dos cossos hi ha una cruïlla que mostra les diferents etapes constructives.
A la façana principal orientada a l'oest, hi ha les escalinates dobles, que donen accés al temple corresponent: el temple del nord està dedicat a Tlàloc, déu de l'Aigua Celeste i la fertilitat; el temple del sud a Huitzilopochtli, representant del Sol i déu de la Guerra.
El temple de Tlàloc conté un recinte amb quatre pilastres als extrems. El de Huitzilopochtli és més gran i està dividit en dues seccions, a la del fons es conserven restes d'un altar.
Enfront de l'Edifici 1 s'obri una àmplia plaça rectangular; al sud hi ha l'Edifici 2, al costat nord de l'1, se situa el 12 i a la part posterior de l'1, al costat est del lloc se'n troben el 13 i el 14. L'extrem oest està limitat pels altres edificis, i al nord no hi ha construccions.

L'edifici 2 és una plataforma baixa, de planta irregular, que té a la cara nord una àmplia escalinata. Els edificis 3 i 5 són basaments de planta quadrangular amb escales. En aquesta última, en una fossa es trobà un gran conjunt de restes òssies humanes, barrejades amb navalles d'obsidiana.
| «              | "O per prevenir l'extinció del cinqué sol, sota el qual vivien els mexiques i que hauria de morir el dia 4 ollin, s'oferia a l'insadollable astre del dia cors humans i un flux constant del preuat líquid roig: sang humana" | » |
| — Nigel Davies | |   |

## Actualitat
La zona arqueològica de Teopanzolco ha quedat integrada en una colònia de la ciutat de Cuernavaca; s'ha aconseguit protegir del creixement urbà en una àrea que comprén dues hectàrees aproximadament, amb vestigis monumentals, però el patrimoni pot estar ocult sota cases, construccions i avingudes.
Tot i que s'ha conservat el centre cerimonial, de la zona habitacional i de l'extensió de la ciutat se sap poc, ja que la major part dels vestigis arqueològics es troben sota les construccions de l'actual raval urbà.
En l'actualitat part de la zona de Teopanzolco, "El lloc del temple vell", es conserva tancada, com si fora una construcció més de la colònia Vista Bella.
El jaciment és sota custòdia de l'Institut Nacional d'Antropologia i Història.